# کوتاه‌چهرگان
کوتاه‌چهرگان (نام علمی: Tremarctinae) نام یک زیرخانواده از تیره خرس است.